# 25. srpnja
25. srpnja (25. 7.) 206. je dan godine po gregorijanskom kalendaru (207. u prijestupnoj godini).
Do kraja godine ima još 159 dana.

## Događaji
- 306. – Konstantin I. Veliki proglašen rimskim carem.
- 315. – Završen Konstantinov slavoluk u Rimu, slavoluk je podignut u čast Konstantinove pobjede nad Makasencijem u bitci kod Milvijskog mosta.
- 1261. – Vojska Nicejskog Carstva je Latinskom Carstvu preotela Carigrad i ponovo uspostavila Bizant.

- 1386. – U bitci kod Gorjana hrvatsko plemstvo je porazilo ugarskog palatina kneza Nikolu I. Gorjanskog i zarobilo ugarsko-hrvatsku kraljicu Mariju i njenu majku Elizabetu koje su zatočene u Novigradu.
- 1766. – Pontiac – poglavica plemena Ottawe – sklopio je mir s Britancima, čime je okončana tri godine ranije započeta pobuna protiv britanske okupacije regije Velikih jezera.
- 1799. – Napoleon Bonaparte izborio svoju posljednju pobjedu u osvajanju Egipta, pobijedivši tursku vojsku kod Abukira.
- 1835. – Danica (časopis) uvodi štokavštinu kao književni jezik te sukladno novom pravopisu mijenjaju naslov u Danica horvatska, slavonska i dalmatinska
- 1870. – Odlukom Dalmatinskog sabora zapisnici saborskih sjednica moraju se pisati hrvatskim jezikom.[1]
- 1898. – SAD okupirao Portoriko u španjolsko-američkom ratu, Pariškim mirovnim ugovorom iste godine ustupljen je SAD-u. Istog dana 1953. godine dobio je status pridružene države SAD.
- 1900. – Francuski izumitelj Louis Blériot preletio je kanal La Manche u zrakoplovu vlastite izrade.
- 1943. – Drugi svjetski rat: Kraljevsko ratno zrakoplovstvo bombardiralo Hamburg, pri čemu je stradalo 40.000 civilnog gradskog stanovništva.[2]
- 1943. – Veliko fašističko vijeće smijenilo Benita Mussolinija s vlasti.
- 1978. – u Bristolu, u Velikoj Britaniji, rođena je Louise Brown, prvo dijete u svijetu začeto umjetnim načinom ("dijete iz epruvete").
- 1990.
- : - Velikosrpski miting u Srbu.
- : - Hrvatski sabor donio amandmane na Ustav SRH. Iz službenog naziva Hrvatske izbačen pridjev socijalistička, iz zastave je izbačena zvijezda petokraka i vraćen povijesni hrvatski grb.
- 1995. – Počela oslobodilačka akcija Hrvatske vojske i HVO-a operacija Ljeto '95., kojom su oslobodili 1600 četvornih kilometara zapadnog dijela BiH.
- 2019. – Prvi komercijalni let u stratosferu u Hrvatskoj.[3][4]

| - 1016. – Kazimir I., vojvoda od Poljske († 1058.) - 1109. – Afonso I., portugalski kralj († 1185.) - 1394. – Jakov I., škotski kralj († 1437.) - 1844. – Thomas Eakins, američki slikar, fotograf, kipar i likovni pedagog(† 1916.) - 1848. – Arthur James Balfour, britanski državnik - 1894. – Gavrilo Princip, pripadnik pokreta "Mlada Bosna" i atentator na austrijskog prijestolonasljednika Franza Ferdinanda - 1894. – Walter Brennan, američki filmski glumac - 1905. – Elias Canetti, austrijski književnik i nobelovac († 1994.) - 1923. – Estelle Getty, američka glumica († 2008.) - 1946. – Ljupka Dimitrovska, hrvatsko-makedonska pjevačica zabavne glazbe i šlagera († 2016.) - 1948. – Dražen Budiša, hrvatski političar i predsjednik Hrvatske socijalno liberalne stranke - 1952. – Milorad Bibić Mosor, hrvatski novinar († 2012.) - 1978. – Louise Brown, prvo dijete iz epruvete - 2002. – Adam Hložek, češki nogometaš | - 306. – Konstancije I. Klor, rimski car (* o. 250.) - 1471. – Toma Kempenac, augustinijanac i mistik (* 1380.) - 1484. – Inocent VIII., papa - 1564. – Ferdinand I., njemačko-rimski car, ugarsko-hrvatski i češki kralj (* 1503.) - 1572. – Isaak Luria, židovski kabalist, mistik i pjesnik (* 1534.) - 1794. – André Chénier, francuski pjesnik (* 1762.) - 1817. – Đorđe Petrović "Karađorđe" - 1834. – Samuel Taylor Coleridge, engleski pjesnik, jedan od utemeljitelja engleskog romantizma (* 1772.) - 1934. – Engelbert Dollfuß, austrijski političar (* 1892.) - 1980. – Vladimir Visocki, ruski pjevač, pjesnik, glumac i pisac (* 1938.) - 1986. – Vincente Minnelli, američki režiser talijanskog podrijetla i dobitnik Oskara (* 1903.) - 2003. – John Schlesinger, engleski filmski redatelj (* 1926.) - 2023. – Miroslav Lilić, hrvatski novinar (* 1944.) |

## Blagdani i spomendani
- Dan sv. Jakova